# Lü Ji
|  | Per a altres significats, vegeu «Lu Ji (Shiheng)». |

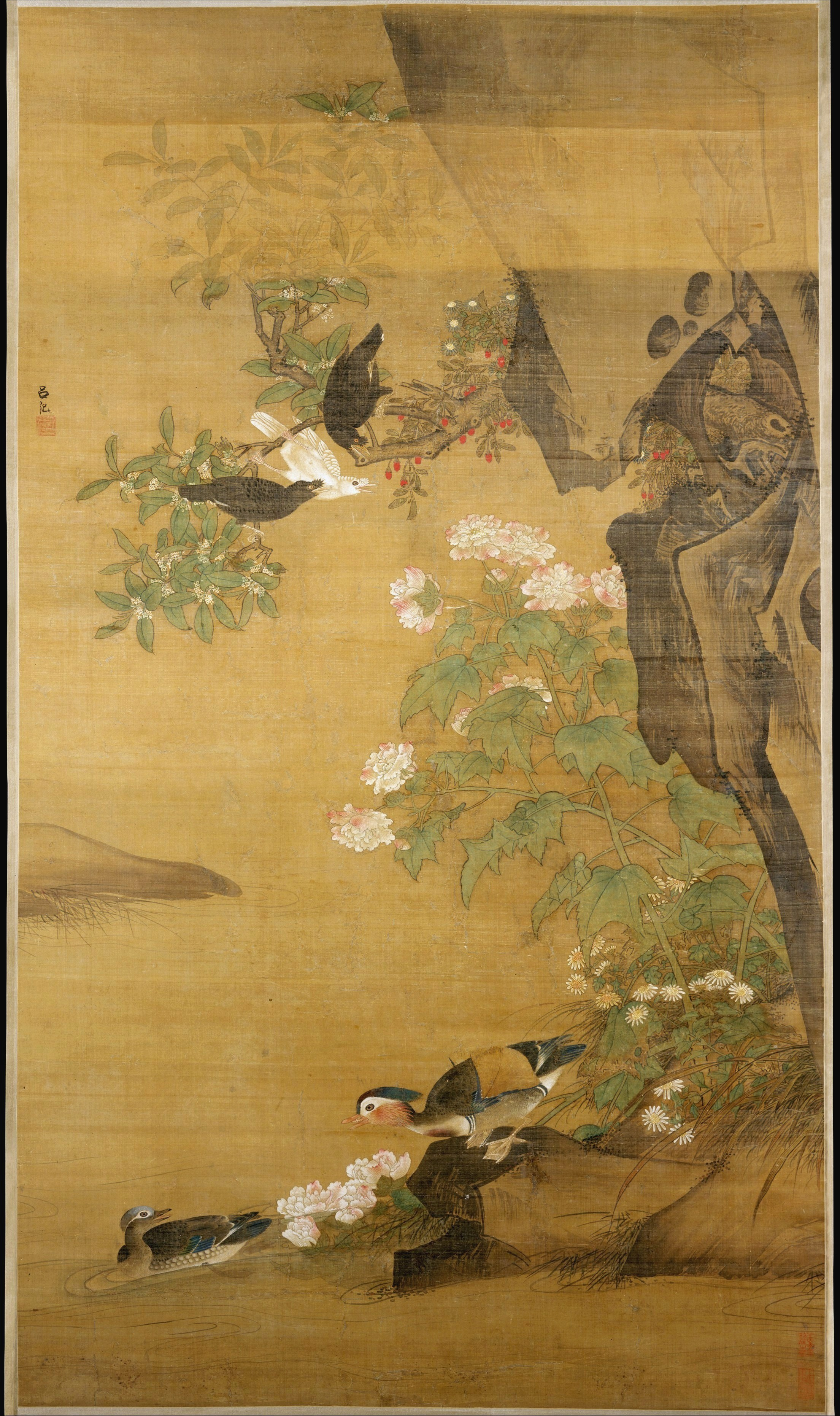
"Ànecs mandarins i malves reials" (The Metropolitan Museum of Art, Nova York).

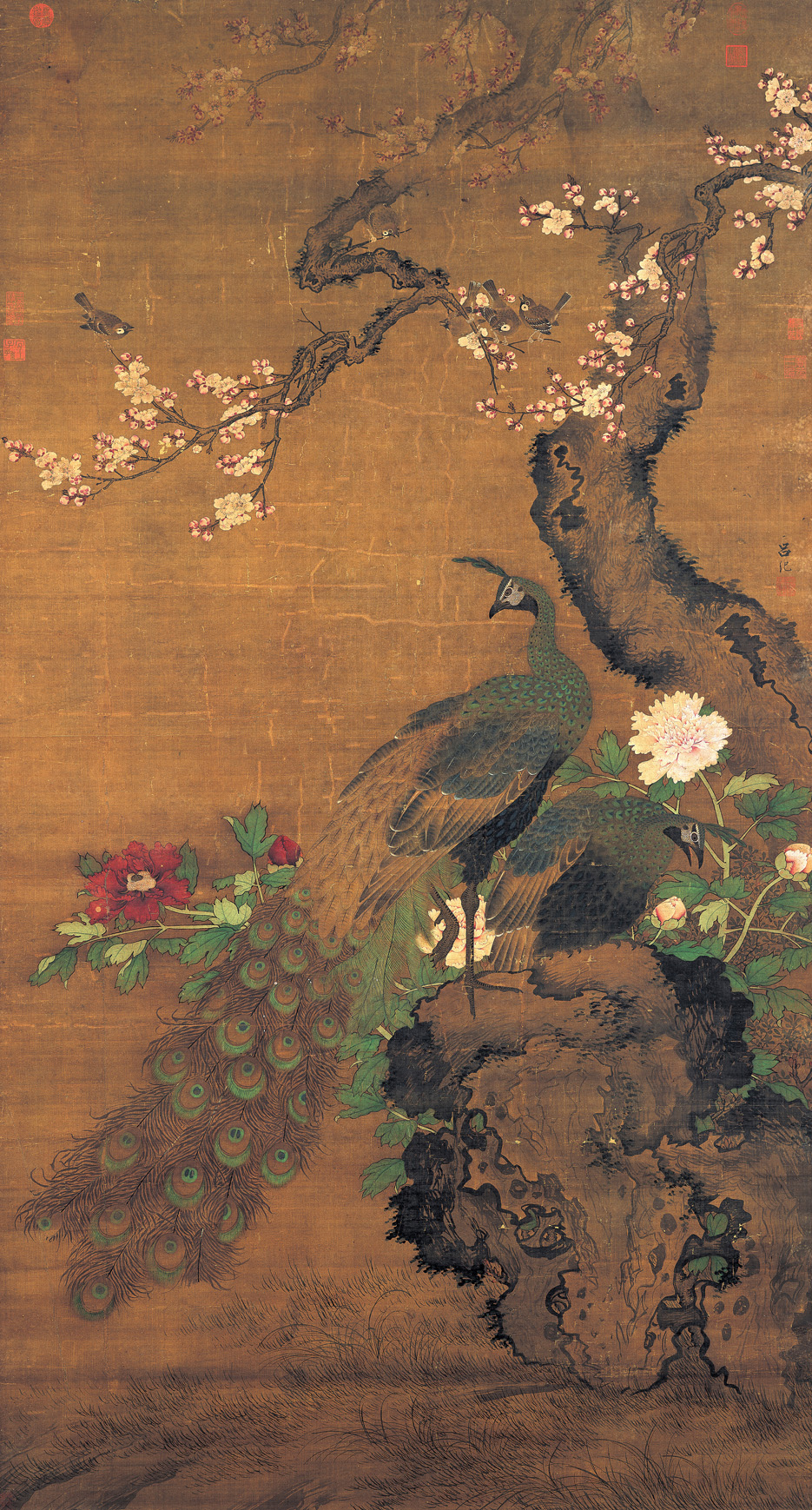
Flors d'albercocs i paons reials” by Lü Ji, Museu Nacional del Palau de Taipei

Lu Ji - 吕纪 en xinès simplificat, : 呂紀 en xinès tradicional; Lǚ Jì en pinyin - fou un pintor xinès que va viure sota la dinastia Ming. La seva biografia es coneix de manera indirecta, mitjançant la informació de persones emparentades. Oriünd de Ningbo, província de Zhejiang, va néixer el 1477 (altres fonts mencionen 1475 i fins i tot 1429). No es coneix la data exacta de la seva mort (1503? 1505?).
Lu va ser un pintor de la cort molt ben considerat. Va aprendre pintar ocells i flors amb el pintor Bian Wenjin (邊文進) influenciat per l'estil tradicional (dels Tang i dels Song), va arribar a obtenir un estil propi tot combinant la denominada “línia fina” i “l'esbos d'idees”. Va ampliar els seus coneixements amb Lin Liang. La seva pintura va deixar una forta petjada en pintors posteriors de la dinastia Ming i Qing, servint com a model. Es considera que la pintura “L'oca” és la seva obra mestra.